# セレブロリシン
セレブロリシンまたはセレブロリジン(Cerebrolysin)は、ブタの脳から精製されたペプチドの混合物である。脳由来神経栄養因子、グリア細胞株由来神経栄養因子、神経成長因子、毛様体神経栄養因子等から構成されるがこれらに限らない。
脳卒中や脳血管性認知症の治療に用いられるが、この用途を支持する証拠は弱い。スマートドラッグとしても販売される。
恐らくアミロイドβの沈着を減少させることによって、脳血管性認知症患者の認識機能を改善するといういくつかの証拠が得られているが確定的ではない。ロシア、東ヨーロッパ、中国、他のNIS諸国やアジアの国で広く利用されている。